# Покров Богородичен (Рилски манастир)
Постницата „Покров Богородичен“ или „Покров на Пресвета Богородица“ е възрожденска православна църква в непосредствена близост до постницата „Свети Лука“ на ставропигиалния български Рилски манастир.

## Местоположение
Църквата е разположена на 3 km североизточно от манастира, по пътеката към пещерата и гроба на Иван Рилски, непосредствено над постницата „Свети Лука“.

## История
Църквата е изградена в 1805 година от майсторите Михаил и Радоица от село Рила върху основите на по-стара църква. Ктитор на храма е проигумен Теодосий – един от видните рилски монаси.

## Архитектура
В архитектурно отношение представлява еднокорабна базилика с нартекс, иззидана с камък и хоросан за спойка. Вдясно е пристроена стая. Вътрешните размери са 4 m ширина, 7,6 m дължина на наоса и олтара с апсидата, 4 m височина. Стените са дебели 0,85 m.

## Иконостас
Оригиналният иконостас е пренесен в Националната художествена галерия. Дело е на майстори от Банската художествена школа и сходен с иконостаса в гробищната църква на Банско „Успение Богородично“.

## Стенописи
Според вторият ктиторски надпис стенописите са завършени на 23 август 1811 година при игуменството на Гавриил и с ктиторството на проигумен Теодосий. Приема се, че те са дело на видния бански майстор Тома Вишанов – основател на Банската художествена школа, изписал 13 години по-рано и апсидата на съседната църква „Свети Лука“. Това е единственият негов цялостно запазен стенописен паметник.
В наоса на църквичката е цикълът „Богородичен акатист“, а в откритото от юг преддверие „Новозаветна Троица с коронацията на Богородица“, „Света Богородица Животворящ източник“, „Покров Богородичен“, „Седемте свойства/чудеса на Света Богородица“, „Митарствата на душата“, „Праведно и неправедно изповядване“, „Разпънатият монах“ и други. Забележетелен е и ктиторският портрет на Теодосий Рилски. При впечатляващата сцена Митарствата на душата във всяка сцена изображението на дявола е различно и сред фигурите има хора в народни носии. Лицата са с нежни изражения, рисунъкът на фигурите е елегантен и те са с добри пропорции и фини сенки. Стенописите са изпълнени с новаторство и силна лична интерпретация на установените в тогавашната иконографска практика сюжети и композиции, чието бароково влияние няма пряка връзка с балканската иконописна традиция.
- Стенописи
- Митарство, стенопис от преддверието
- Богородица Живоносен източник, стенопис от преддверието
- Света Троица със Света Богородица, стенопис от западната стена
- Света Богородица с ангели и светци